# Staňkov (Boêmia do Sul)
Staňkov é uma comuna checa localizada na região da Boêmia do Sul, distrito de Jindřichův Hradec.